# Kingswear
Kingswear är en by och en civil parish i South Hams i Devon i England. Orten har 1 217 invånare (2011).